# Сблъсъци в Нагорни Карабах (2016)
Азербайджанско – Арменски военен конфликт (известен още като Четиридневна война или Априлската война) е военен пограничен конфликт между Армения и Азербайджан на територията на Нагорни Карабах през 2016 г.
Конфликтът започва през нощта на 2 април 2016 г. с използването на бойни самолети, танкове и артилерия от страна на азербайджанската армия и навлизането ѝ на територията на Нагорни Карабах. Военните действия се водят по цялата линия на контрол, която разделя двете територии. Според Министерство на отбраната на Армения, причините за избухването на конфликта се дължат изцяло на действията на азербайджанската армия. От Министерство на отбраната на Азербайджан съобщават, че на 1 април 2016 г. Армения е нарушила над 120 пъти споразумението за прекратяване на огъня, чрез изстрелване на артилерийски снаряди и мини през фронтовата линия.

## Дипломатически реакции

### В подкрепа на Армения
- Кипър – Външното министерство на Република Кипър обвинява Азербайджан в нарушаване на примирието и призовава страната „да уважи Status quo ante от преди“. Също така Турция „да се въздържа от действия и изявления, които да дестабилизират и усложнят повече обстановката“.[15]

### В подкрепа на Азербайджан
- Беларус – Министерството на външните работи призовава страните да продължат търсенето на мирно решение на конфликта „в съответствие с общопризнатите принципи и норми на международното право, на първо място, въз основа на зачитане и гарантиране на суверенитета, териториалната цялост и неприкосновеност на границите, както и съответните резолюции на Съвета за сигурност на ООН и решения на ОССЕ“. Посланикът на Беларус в Армения е информиран, че Ереван е „дълбоко озадачен“ от тази декларация, която „не съответства на духа на арменските-беларуски отношения“ и „е в ущърб на преговорния процес“.[16][17]

- Турция – Президентът Реджеп Ердоган изпраща съболезнования на своя колега Илхам Алиев за неговите войници „мъченици“.[18] Министерството на външните работи излиза с декларация, осъждаща това, което наричат арменска атака срещу цивилни граждани и призовава Армения да прекрати огъня.[19] Той също така обявява подкрепата на страната си за Азербайджан в граничните сблъсъци в Нагорни Карабах, като казва „Турция подкрепя азерите докрай срещу Армения“.[20]

- Пакистан – Секретарят на президента, Ахмад Фарук заявява, че „Пакистан винаги е до Азербайджан“ и че „Азербайджан е братска и приятелска страна“.[21]

### Призиви за мирно решение
- ЕС – Върховния представител на Европейския съюз за външната политика и политиката на сигурност Федерика Могерини призовава страните „да спрат сраженията незабавно и да прекратят огъня“.

- ООН – Генералният секретар Бан Ки-мун изисква от страните, въвлечени в конфликта незабавно да прекратят военните действия.

- САЩ – Държавният департамент осъжда нарушенията на прекратяването на огъня и призова двете страни да „проявят сдържаност, да се избегне по-нататъшна ескалация, и да се придържат стриктно към прекратяването на огъня“.[22]

- Русия – Владимир Путин призовава двете страни да приключат с военните действия и да покажат сдържаност.[23]

### Други
- Канада – Министърът на външните работи Стефан Дион призова всички страни да проявят сдържаност, веднага да прекратят огъня, и активно да възобновят диалога в рамките на Минската група. „Канада е твърдо убедена, че няма алтернатива на спокойно, договорено решение на този конфликт“, казва министър Дион.[24][25]

- Чехия – Външното министерство изразява загриженост от нарушенията на примирието по линията на контакт на Нагорни Карабах и осъжда използването на сила. То призовава участващите страни да сложат край на насилието и да спазват стриктно примирието. Министерството на външните работи поддържа мирните усилия на Минската група на ОССЕ.[26]

- Грузия – Премиерът Гиорги Квирикашвили изразява загриженост от последните събития в региона и също така надежда, че усилията на международната общност ще помогнат да се успокои ситуацията.[27] Той призовава и двете страни да сложат край на боевете в Нагорни Карабах и да разрешат конфликта по мирен път.[28]

- Германия – Външният министър Франк-Валтер Щайнмайер призовава двете страни незабавно да спрат боевете и да зачитат примирието.[29]

- Гърция – Министерството на външните работи изразява загриженост и призова двете страни да „проявяват сдържаност и хладнокръвие за да се върне, възможно най-скоро, процеса на диалог в рамките на Минската група“.[30]

- Иран – Говорителят на Министерството на външните работи Хосейн Джабери Ансари призовава двете страни да „се въздържат от всякакъв начини на действие“, които може да „влошат ситуацията“. Той добавя, че Иран препоръчва прекратяване на военните действия чрез постигане на мирно решение в рамките на регламентите на ООН, като той допълнително подчертава, че, тъй като регионът е сцена на „разрушителни действия“ на екстремистки групи, такива сблъсъци предизвикват „сериозни опасения“ за Иран.[31]

- Казахстан – Министерството на външните работи изразява своето безпокойство от ескалацията на насилието и призовава страните да спазват споразумението за прекратяване на огъня.[32]

- Киргизстан – Министерството на външните работи изразява своето безпокойство от влошаването на положението в Нагорни Карабах. Киргизстан е за изработване на конструктивни предложения за търсене на начини за решаването на конфликта и за това, че страната е готова да посредничи за това.[33]

- Латвия – Министерството на външните работи призовава двете страни да спрат военните действия веднага, като изразява съжаление за произшествията и смъртните случаи и изпраща съболезнования на семействата на загиналите.

- Норвегия – Министърът на външните работи Бьорге Бренден нарича сблъсъците „неприемлива военна ескалация“.

- Полша – Министерство на външните работи на Полша призовава страните в конфликта да прекратят военните операции в региона и да се върнат към мирните преговори, започнали през 1994 г. Полша, призовава също да се признае териториалният спор с дипломатически и политически преговори, включително с посредничество на Минската група.[34]

- Румъния – Румъния настоява да се възобновпт дипломатическите усилия за разрешаване на спорът Нагорни Карабах. Министерството на външните работи на Румъния изразява загриженост от ескалацията в Нагорни Карабах. Румънското външно министерство призовава за незабавно прекратяване на военните действия. „Възобновяването на дипломатическите усилия е необходимо за уреждането на мир“.[35]

- Великобритания – Дейвид Лидингтън изразява загриженост за нарастващото насилие и призовава двете страни „да се ангажират конструктивно и интензивно в търсенето на договаряне за мир чрез Минската група“.[36]